# Federación Comunista de Levante
La Federación Comunista de Levante (en valenciano: Federació Comunista de Levante, abreviado FCL) fue una organización política comunista del País Valenciano y de la Región de Murcia. Fundado en 1923, se constituyó en el representante levantino del Partido Comunista de España. Entre sus dirigentes destacaron Julián Gorkin, Hilario Arlandis, González Canet y Rafael Millà. En 1930 se produjo una escisión, en la que una parte se incorporó al Bloque Obrero y Campesino, mientras que otra continuó ligada al PCE.